# Ulysse Auguste Devarenne
Pour les articles homonymes, voir Devarenne.
Ulysse Auguste Devarenne (Besançon, 28 mars 1830 - Paris, 10 février 1892), est un officier de marine français.

## Biographie
Il entre à l'École navale en octobre 1846 et en sort aspirant de 2e classe en août 1848. Aspirant de 1re classe (septembre 1850), il est nommé enseigne de vaisseau en décembre 1852 et participe à la campagne de Crimée sur le Sané, le Canada et le Fulton, services qui lui valent la Légion d'honneur en août 1855. 
Lieutenant de vaisseau (juillet 1857), il sert sur l'Eylau (en) et prend part en 1859 sur la Bretagne à la campagne d'Italie. En 1862-1863, il fait la campagne du Mexique sur la frégate cuirassée Normandie puis la corvette Bertholet et la frégate Dryade. 
Commandant de l'Amphion (1864), promu capitaine de frégate (août 1866), il est aux commandes du monitor cuirassé Onondaga de 1867 à 1869. Il passe ensuite en 1870 sur la Bellone puis commande le Limier au Levant et aux Antilles et les croiseurs Hirondelle et Forfait en 1873-1874. 
Capitaine de vaisseau (avril 1875), commandant du Richelieu en escadre d'évolutions (1876-1877), il est mis à la tête du Dupleix et de la station d'Islande en 1878 puis commande l'Ariège, la Clorinde (en) et la station de Terre-Neuve de 1879 à 1881. 
Membre adjoint du Conseil d'amirauté, il est mis à la disposition des Affaires étrangères en décembre 1880 pour s'occuper des questions concernant les pêcheries de Terre-Neuve. 
De 1881 à 1883, il commande le Borda et l’École navale et est promu contre-amiral en novembre 1883 ainsi que major général à Brest. 
Commandant en sous-ordre l'escadre d'évolutions sur la Dévastation (1887), il est nommé directeur des torpilles au ministère en 1890 et est promu vice-amiral en avril. 
Président de la Commission des phares, il meurt à Paris le 10 février 1892.

## Récompenses et distinctions
- Commandeur de la Légion d'honneur (1881). Chevalier (11 août 1855), officier (5 juillet 1863) puis commandeur de la Légion d'honneur (18 janvier 1881).
- Jean-André Delorme exécuta en 1896 un buste en bronze d'Auguste Devarenne, à la demande de la veuve du vice-amiral. Delorme était un ami de la famille ; ce buste, qui était situé square Saint-Amour à Besançon (inauguré le 20 septembre 1896) a été fondu en 1942, dans le cadre de la mobilisation des métaux non ferreux[1].
- L'île Devarenne (ceb) à Terre-Neuve-et-Labrador a été nommée en son honneur[2].